# Hovoransko - Čejkovicko
Hovoransko - Čejkovicko este o arie protejată (arie de protecție specială avifaunistică — SPA) din Republica Cehă întinsă pe o suprafață de 1.411,78 ha, integral pe uscat.

## Localizare
Centrul sitului Hovoransko - Čejkovicko este situat la coordonatele 48°55′55″N 16°56′09″E / 48.931944°N 16.935833°E.

## Înființare
Situl Hovoransko - Čejkovicko a fost declarat arie de protecție specială avifaunistică în decembrie 2004 pentru a proteja 3 specii de animale.

## Biodiversitate
Situată în ecoregiunea panonică, aria protejată nu include niciun habitat protejat.
La baza desemnării sitului se află mai multe specii protejate de  păsări (3): ciocănitoare de grădină (Dendrocopos syriacus), presură de grădină (Emberiza hortulana), silvie porumbacă (Sylvia nisoria).